# Awadeya Mahmoud
Awadeya Mahmoud (àrab: عوضية محمود, ʿAwaḍiya Maḥmūd) (Kordofan del Sud, Sudan, 1963) és la fundadora i presidenta de les cooperatives Women's Food and Tea Sellers i Women's Multi-Purpose a l'estat de Khartum, al Sudan. El 28 de març de 2016, el Departament d'Estat dels Estats Units va anunciar que era una de les destinatàries del Premi Internacional Dona Coratge.

## Biografia
Va néixer el 1963 al sud de la regió de Kordofan i, després del conflicte, la seva família es va traslladar a Khartum. Es va casar i el 1986 va començar a vendre te. Aquesta era una feina humil, però ella volia ajudar més a la seva família. Per això el 1990 va començar una cooperativa que oferia assistència jurídica i suport als seus membres. Va anomenar aquesta entitat Women's Food and Tea Sellers i Women's Multi-Purpose Cooperative.
Amb aquesta entitat podien combatre legalment la confiscació d'equipaments dels membres de la cooperativa per part de les autoritats. No obstant, no va anar bé, i va haver de complir quatre anys de presó després que ella i altres s'endeutessin. Després del seu alliberament, la cooperativa tenia 8.000 membres a Khartum. L'organització va representar a dones desplaçades pel conflicte a Darfur i les Dues Àrees.
El 28 de març de 2016, el Departament d'Estat dels Estats Units va anunciar que era una de les catorze destinatàries del Premi Internacional Dona Coratge. Després de rebre el premi podria haver tornat a la seva ciutat, però va decidir estendre l'abast de la seva organització fora de Khartum.